# Nils Torvalds

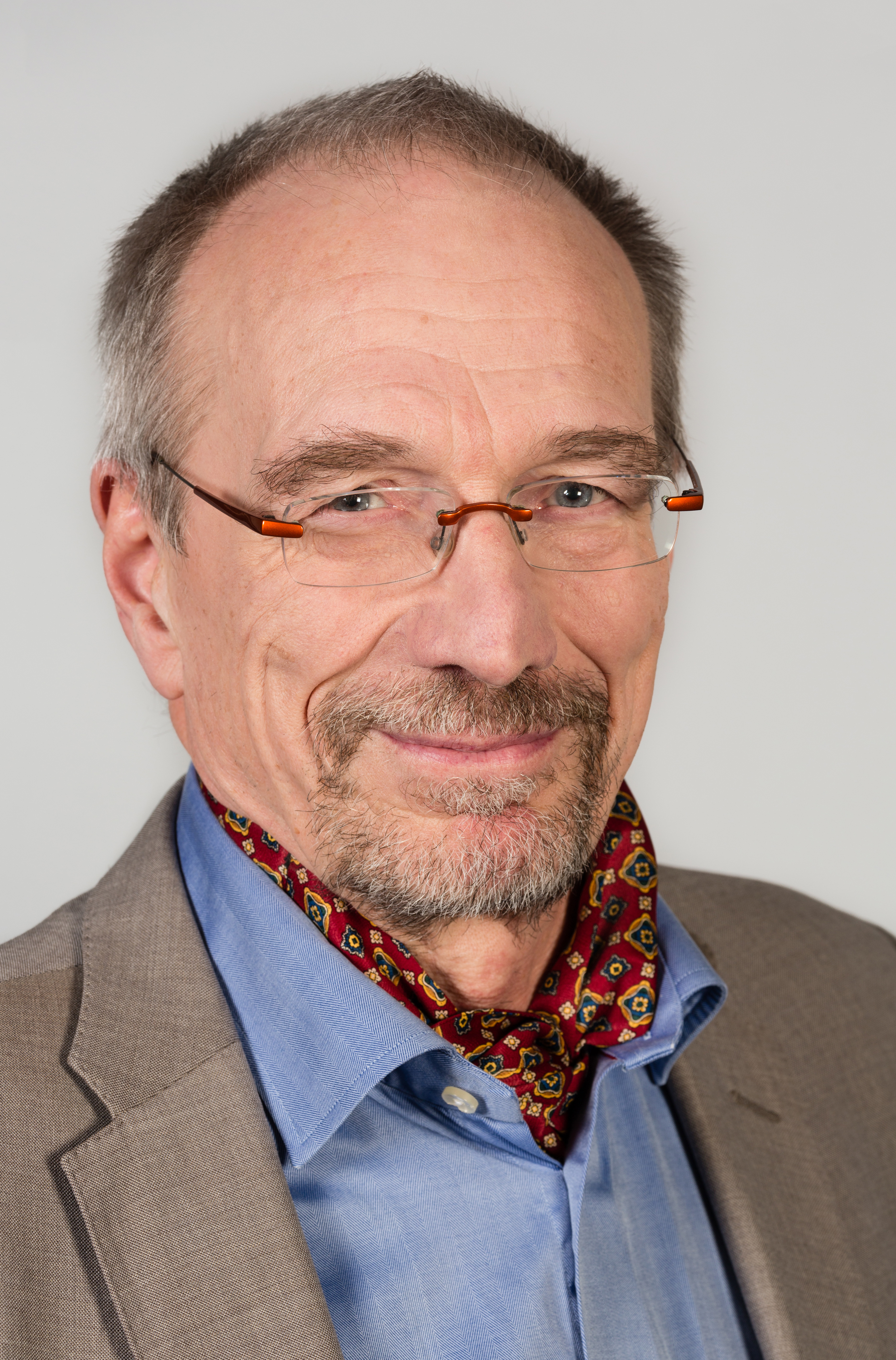
Nils Torvalds (2014)

Nils Ole Hilmer Torvalds (7 de agosto de 1945) es un periodista finlandés de difusión, escritor y político. Torvalds es el hijo del poeta Ole Torvalds, y el padre del programador de computadoras Linus Torvalds.

## Carrera de periodista
Torvalds trabajó como periodista de Finlands Svenska Television desde 1982. Ha sido corresponsal en Moscú y más tarde en Washington. Torvalds es autor y coescritor de libros sobre Rusia y la Unión Soviética.

## Actividad política
Torvalds es activo en el Partido Comunista de Finlandia (SKP) desde que era estudiante universitario en la década de 1960. Fue elegido miembro del Comité Central del SKP en 1982 Sus creencias políticas desarrolladas después de enterarse de las atrocidades cometidas contra los simpatizantes comunistas en Finlandia. En el libro de su hijo Linus, se reporta que ha perdido el entusiasmo por el comunismo.
En 2007 Torvalds fue elegido para el puesto de vicepresidente tercero del Partido Popular Sueco, una parte liberal.
En 2008, fue elegido Concejal de Helsinki para periodo 2009-2012 fue candidato a las elecciones al Parlamento Europeo de 2009 en la lista del Partido Popular Sueco. Obtuvo 14.044 votos y no obtuvo un escaño.

## Obras
- Ollus, Simon-Erik; Torvalds, Nils (2005). Kaupasta kumppanuuteen : Suomen Venäjä-talousstrategia. Helsinki: Sitra. ISBN 9513745198.
- Sitra, ed. (2008). Muodonmuutoksia: Venäjän vuosisata Pitka 1900-2008. Helsinki. ISBN 978-951-563-635-5.